# Venezuela en los Juegos Olímpicos de Atenas 2004
Venezuela estuvo representada en los Juegos Olímpicos de Atenas 2004 por un total de 48 deportistas, 33 hombres y 15 mujeres, que compitieron en 15 deportes.
El portador de la bandera en la ceremonia de apertura fue el halterófilo Julio Luna.

## Atletas
La siguiente tabla muestra el número de atletas en cada disciplina:
| Deporte       | Hombres | Mujeres | Total |
| ------------- | ------- | ------- | ----- |
| Atletismo     | 5       | 0       | 5     |
| Boxeo         | 7       | 0       | 7     |
| Ciclismo      | 2       | 1       | 3     |
| Esgrima       | 2       | 2       | 4     |
| Halterofilia  | 3       | 0       | 3     |
| Judo          | 5       | 4       | 9     |
| Lucha         | 1       | 1       | 2     |
| Natación      | 3       | 1       | 4     |
| Saltos        | 1       | 0       | 1     |
| Taekwondo     | 2       | 2       | 4     |
| Tenis         | 0       | 1       | 1     |
| Tenis de mesa | 0       | 2       | 2     |
| Tiro          | 1       | 0       | 1     |
| Triatlón      | 1       | 0       | 1     |
| Vela          | 1       | 0       | 1     |
| Total         | 34      | 14      | 48    |

## Medallistas
El equipo olímpico venezolano obtuvo las siguientes medallas:
| Medalla           | Atleta          | Deporte      | Evento   | Fecha                |
| ----------------- | --------------- | ------------ | -------- | -------------------- |
| Medalla de bronce | Israel Rubio    | Halterofilia | 62 kg M  | 16 de agosto de 2004 |
| Medalla de bronce | Adriana Carmona | Taekwondo    | +67 kg F | 29 de agosto de 2004 |

## Diplomas olímpicos
| Puesto           | Nombre           | Deporte      | Evento                        |
| ---------------- | ---------------- | ------------ | ----------------------------- |
| 5                | Julio César Luna | Halterofilia | – 94 kg M                     |
| 6                | Silvio Fernández | Esgrima      | Espada individual masculino   |
| 7                | Giovanna Blanco  | Judo         | +78 kg Femenino               |
| 8                | Dalia Contreras  | Taekwondo    | +67 kg F                      |
| 8                | Daniela Larreal  | Ciclismo     | Velocidad individual femenino |
| Cuartos de final | Wilmer Vásquez   | Boxeo        | Menos de 91 kg                |

## Deportes

### Atletismo
Masculino
| Luis Fonseca    | Maratón masculino | —        | —  | —         | —         | DNF       | —         |           |           |
| Freddy González | 5000 m            | 13:42,44 | 13 | —         | —         | No avanzó | No avanzó | No avanzó | No avanzó |
| Luis Luna       | 400 m masculino   | 46,35    | 35 | No avanzó | No avanzó | No avanzó | No avanzó |           |           |

Eventos de Campo
| Atletas          | Evento                      | Clasificación   | Clasificación | Final           | Final     |
| Atletas          | Evento                      | Longitud/Altura | Lugar         | Longitud/Altura | Lugar     |
| ---------------- | --------------------------- | --------------- | ------------- | --------------- | --------- |
| Víctor Castillo  | Salto de longitud masculino | 7,98            | 15            | No avanzó       | No avanzó |
| Manuel Fuenmayor | Lanzamiento de jabalina     | 72,26           | 30            | No avanzó       | No avanzó |

### Boxeo
Masculino
| Atleta               | Evento         | Dieciséisavos de final | Octavos de final          | Cuartos de final   | Semifinales        | Final              | Final     |
| Atleta               | Evento         | Oponente Resultado     | Oponente Resultado        | Oponente Resultado | Oponente Resultado | Oponente Resultado | Puesto    |
| -------------------- | -------------- | ---------------------- | ------------------------- | ------------------ | ------------------ | ------------------ | --------- |
| Miguel Ángel Miranda | Menos de 48 kg | Bartelemí (CUB) P RSC  | No avanzó                 | No avanzó          | No avanzó          | No avanzó          | No avanzó |
| Jonny Mendoza        | Menos de 51 kg | —                      | Ambunda (NAM) P 19–39     | No avanzó          | No avanzó          | No avanzó          | No avanzó |
| Alexander Espinoza   | Menos de 54 kg | —                      | Kooner (CAN) P 20–37      | No avanzó          | No avanzó          | No avanzó          | No avanzó |
| Patrick López        | Menos de 64 kg | di Rocco (ITA) P 30–37 | No avanzó                 | No avanzó          | No avanzó          | No avanzó          | No avanzó |
| Jean Carlos Prada    | Menos de 69 kg | Husanov (UZB) P 20–33  | No avanzó                 | No avanzó          | No avanzó          | No avanzó          | 22        |
| Edgar Muñoz          | Menos de 81 kg | Šivolija (CRO) V 31–23 | Aripgadjiev (BLR) P 10–18 | No avanzó          | No avanzó          | No avanzó          | 16        |
| Wilmer Vásquez       | Menos de 91 kg | —                      | Ergezen (TUR) V Retiro    | Solís (CUB) P 4–24 | No avanzó          | No avanzó          | 5         |

### Ciclismo

#### Ciclismo de Ruta
Masculino
| Atleta          | Evento                    | Tiempo          | Lugar |
| --------------- | ------------------------- | --------------- | ----- |
| Unai Etxebarria | Ruta (224.4 km) masculino | 5:41:56 (+0:12) | 31    |
| José Chacón     | Ruta (224.4 km) masculino | DNF             | -     |

#### Ciclismo en pista
Velocidad
| Atleta          | Evento                        | Clasificación           | Clasificación | Ronda 1                          | Respesca 1                       | Cuarto de final                  | Semifinal                        | Final                                                                  | Final    |
| Atleta          | Evento                        | Tiempo Velocidad (km/h) | Posición      | Oponente Tiempo Velocidad (km/h) | Oponente Tiempo Velocidad (km/h) | Oponente Tiempo Velocidad (km/h) | Oponente Tiempo Velocidad (km/h) | Oponente Tiempo Velocidad (km/h)                                       | Posición |
| --------------- | ----------------------------- | ----------------------- | ------------- | -------------------------------- | -------------------------------- | -------------------------------- | -------------------------------- | ---------------------------------------------------------------------- | -------- |
| Daniela Larreal | Velocidad individual Femenino | 11.597 62.085           | 8             | Hijgenaar (NED) V 11.849 60.764  | —                                | Muenzer (CAN) P                  | No avanzó                        | final 5to lugar Tsylinskaya (BLR) Meinke (GER) Krupeckaitė (LTU) P DSQ | 8        |

### Esgrima
Masculino
| Atleta           | Evento                       | Ronda de 64        | Dieciséisavos de final | Octavos de final     | Cuartos de final      | Semifinal          | Final / MB         | Final / MB |
| Atleta           | Evento                       | Oponente Resultado | Oponente Resultado     | Oponente Resultado   | Oponente Resultado    | Oponente Resultado | Oponente Resultado | Posición   |
| ---------------- | ---------------------------- | ------------------ | ---------------------- | -------------------- | --------------------- | ------------------ | ------------------ | ---------- |
| Silvio Fernández | Espada Individual Masculino  | —                  | Xie Yj (CHN) V 15–13   | Zhao G (CHN) V 15–12 | Fischer (SUI) P 13–15 | No avanzó          | No avanzó          | 6          |
| Carlos Rodríguez | Florete Individual Masculino | Anwar (EGY) V 15–7 | Sanzo (ITA) P 7–15     | No avanzó            | No avanzó             | No avanzó          | No avanzó          | 31         |

Femenino
| Atleta            | Evento                      | Ronda de 64          | Dieciséisavos de final | Octavos de final   | Cuartos de final   | Semifinal          | Final / MB         | Final / MB |
| Atleta            | Evento                      | Oponente Resultado   | Oponente Resultado     | Oponente Resultado | Oponente Resultado | Oponente Resultado | Oponente Resultado | Posición   |
| ----------------- | --------------------------- | -------------------- | ---------------------- | ------------------ | ------------------ | ------------------ | ------------------ | ---------- |
| Mariana González  | Florete Individual Femenino | Smart (USA) V 14–2   | Vezzali (ITA) P 4–15   | No avanzó          | No avanzó          | No avanzó          | No avanzó          | 16         |
| Alejandra Benítez | Sable Individual Femenino   | Zhang Y (CHN) L 9–15 | No avanzó              | No avanzó          | No avanzó          | No avanzó          | No avanzó          | 20         |

### Halterofilia
| Atleta           | Evento         | Grupo | Peso corporal | Arrancada (kg) | Arrancada (kg) | Arrancada (kg) | Arrancada (kg) | Envión (kg) | Envión (kg) | Envión (kg) | Envión (kg) | Total | Posición          |
| Atleta           | Evento         | Grupo | Peso corporal | 1              | 2              | 3              | Resultado      | 1           | 2           | 3           | Resultado   | Total | Posición          |
| ---------------- | -------------- | ----- | ------------- | -------------- | -------------- | -------------- | -------------- | ----------- | ----------- | ----------- | ----------- | ----- | ----------------- |
| Israel Rubio     | Hombres −62 kg | B     | 61.38         | 127.5          | 132.5          | 135.0          | 132.5          | 157.5       | 162.5       | 165.0       | 162.5       | 295.0 | Medalla de bronce |
| Octavio Mejías   | Hombres −77 kg | B     | 76.46         | 147.5          | 152.5          | 155.0          | 155.0          | 185.0       | 185.0       | 187.5       | 187.5       | 342.5 | 11                |
| Julio César Luna | Hombres -94 kg | A     | 93.35         | 170.0          | 170.0          | 175.0          | 170.0          | 215.0       | 220.0       | 225.0       | 220.0       | 390.0 | 5                 |

### Judo
Masculino
| Atleta                | Evento  | Ronda de 32                   | Octavos de final   | Cuartos de final   | Semi final         | Repechaje Octavos de final       | Repechaje Cuartos de final | Repechaje Semi final | Final / MB         | Final / MB |
| Atleta                | Evento  | Oponente Resultado            | Oponente Resultado | Oponente Resultado | Oponente Resultado | Oponente Resultado               | Oponente Resultado         | Oponente Resultado   | Oponente Resultado | Posición   |
| --------------------- | ------- | ----------------------------- | ------------------ | ------------------ | ------------------ | -------------------------------- | -------------------------- | -------------------- | ------------------ | ---------- |
| Reiver Alvarenga      | −60 kg  | Darbelet (FRA) P 0002–0010    | No avanzó          | No avanzó          | No avanzó          | No avanzó                        | No avanzó                  | No avanzó            | No avanzó          | No avanzó  |
| Ludwig Ortiz          | −66 kg  | Arencibia (CUB) P 0010–0101   | No avanzó          | No avanzó          | No avanzó          | Young (AUS) V 1000–0000          | Pina (POR) P 0001–0030     | No avanzó            | No avanzó          | No avanzó  |
| Richard León          | −73 kg  | Bivol (MDA) P 0000–1001       | No avanzó          | No avanzó          | No avanzó          | Malekmohammadi (IRI) P 0000–1010 | No avanzó                  | No avanzó            | No avanzó          | No avanzó  |
| José Gregorio Camacho | −90 kg  | Costa (ARG) P 0000–1101       | No avanzó          | No avanzó          | No avanzó          | No avanzó                        | No avanzó                  | No avanzó            | No avanzó          | No avanzó  |
| Leonel Wilfredo Ruíz  | +100 kg | Papaioannou (GRE) P 0000–1010 | No avanzó          | No avanzó          | No avanzó          | No avanzó                        | No avanzó                  | No avanzó            | No avanzó          | No avanzó  |

Femenino
| Atleta          | Evento | Ronda de 32                | Octavos de final            | Cuartos de final          | Semi final         | Repechaje Octavos de final | Repechaje Cuartos de final | Repechaje Semi final       | Final / MB         | Final / MB |
| Atleta          | Evento | Oponente Resultado         | Oponente Resultado          | Oponente Resultado        | Oponente Resultado | Oponente Resultado         | Oponente Resultado         | Oponente Resultado         | Oponente Resultado | Posición   |
| --------------- | ------ | -------------------------- | --------------------------- | ------------------------- | ------------------ | -------------------------- | -------------------------- | -------------------------- | ------------------ | ---------- |
| Flor Velázquez  | −52 kg | Bye                        | Singleton (GBR) P 0000–0010 | No avanzó                 | No avanzó          | No avanzó                  | No avanzó                  | No avanzó                  | No avanzó          | No avanzó  |
| Rudymar Fleming | −57 kg | Kusakabe (JPN) P 0000–1000 | No avanzó                   | No avanzó                 | No avanzó          | No avanzó                  | No avanzó                  | No avanzó                  | No avanzó          | No avanzó  |
| Keivi Pinto     | −78 kg | Nasiga (FIJ) V 0021–0000   | Anno (JPN) P 0000–1011      | No avanzó                 | No avanzó          | Bye                        | Morico (ITA) P 0000–1001   | No avanzó                  | No avanzó          | No avanzó  |
| Giovanna Blanco | +78 kg | Bye                        | Bisseni (FRA) V 0002–0000   | Beltrán (JPN) P 0000–1001 | No avanzó          | Bye                        | Bryant (GBR) V 0111–0020   | Yahyaoui (TUN) P 0000–1012 | No avanzó          | 7          |

### Lucha

#### Estilo libre
Femenino
| Atleta         | Evento | Clasificación                                                          | Clasificación | Cuartos de final   | Semi final         | Final / MB         | Final / MB |
| Atleta         | Evento | Oponente Resultado                                                     | Posición      | Oponente Resultado | Oponente Resultado | Oponente Resultado | Posición   |
| -------------- | ------ | ---------------------------------------------------------------------- | ------------- | ------------------ | ------------------ | ------------------ | ---------- |
| Mayelis Caripá | −48 kg | Grupo D L Oorzhak (RUS) P 0-3 Li Hui (CHN) P 0-4 P Miranda (USA) P 1–4 | 4             | No avanzó          | No avanzó          | No avanzó          | 12         |

#### Estilo greco-romano
Masculino
| Atleta         | Evento   | Clasificación                                          | Clasificación | Cuartos de final   | Semi final         | Final / MB         | Final / MB |
| Atleta         | Evento   | Oponente Resultado                                     | Posición      | Oponente Resultado | Oponente Resultado | Oponente Resultado | Posición   |
| -------------- | -------- | ------------------------------------------------------ | ------------- | ------------------ | ------------------ | ------------------ | ---------- |
| Rafael Barreno | – 120 kg | Grupo A H Galstyan (ARM) P 1-3 Szczepaniak (FRA) P 0-4 | 3             | No avanzó          | No avanzó          | No avanzó          | 16         |

### Natación
Masculino
| Atleta             | Evento                          | Preliminares | Preliminares | Semifinal | Semifinal | Final     | Final     |
| Atleta             | Evento                          | Tiempo       | Posición     | Tiempo    | Posición  | Tiempo    | Posición  |
| ------------------ | ------------------------------- | ------------ | ------------ | --------- | --------- | --------- | --------- |
| Ricardo Monasterio | Estilo libre 400 m masculino    | 3:54,41      | 23           | —         | —         | No avanzó | No avanzó |
| Ricardo Monasterio | Estilo libre 1500 m masculino   | 15:20,89     | 15           | —         | —         | No avanzó | No avanzó |
| Luis Rojas         | Estilo libre 50 m masculino     | DNS          | DNS          | No avanzó | No avanzó | No avanzó | No avanzó |
| Luis Rojas         | Estilo libre 100 m masculino    | 49,69 RN     | 14 Q         | 49,85     | 15        | No avanzó | No avanzó |
| Luis Rojas         | Estilo mariposa 100 m masculino | 54,58        | 36           | No avanzó | No avanzó | No avanzó | No avanzó |
| Albert Subirats    | Estilo libre 200 m masculino    | 1:53,11      | 38           | No avanzó | No avanzó | No avanzó | No avanzó |

Femenino
| Atleta        | Evento                      | Preliminares | Preliminares | Semifinal | Semifinal | Final     | Final     |
| Atleta        | Evento                      | Tiempo       | Posición     | Tiempo    | Posición  | Tiempo    | Posición  |
| ------------- | --------------------------- | ------------ | ------------ | --------- | --------- | --------- | --------- |
| Arlene Semeco | Estilo libre 50 m femenino  | 26.20        | 27           | No avanzó | No avanzó | No avanzó | No avanzó |
| Arlene Semeco | Estilo libre 100 m femenino | 57.04        | 29           | No avanzó | No avanzó | No avanzó | No avanzó |

### Saltos
Masculino
| Atleta       | Evento                     | Preliminares | Preliminares | Semi final | Semi final | Final     | Final     |
| Atleta       | Evento                     | Puntos       | Lugar        | Puntos     | Lugar      | Puntos    | Lugar     |
| ------------ | -------------------------- | ------------ | ------------ | ---------- | ---------- | --------- | --------- |
| Ramón Fumadó | Trampolín de 3 m masculino | 410,97       | 14 Q         | 605,79     | 17         | No avanzó | No avanzó |

### Taekwondo
| Atleta              | Evento           | Dieciséisavos de final    | Cuartos de final   | Semi final         | Repechaje           | Medalla de Bronce   | Final                 | Final             |
| Atleta              | Evento           | Oponente Resultado        | Oponente Resultado | Oponente Resultado | Oponente Resultado  | Oponente Resultado  | Oponente Resultado    | Puesto            |
| ------------------- | ---------------- | ------------------------- | ------------------ | ------------------ | ------------------- | ------------------- | --------------------- | ----------------- |
| Luis Alberto García | −68 kg Masculino | Silva (BRA) P 5–6         | No avanzó          | No avanzó          | No avanzó           | No avanzó           | No avanzó             | No avanzó         |
| Luis Noguera        | +80 kg Masculino | Zrouri (MAR) P 5–8        | No avanzó          | No avanzó          | No avanzó           | No avanzó           | No avanzó             | No avanzó         |
| Dalia Contreras     | −49 kg Femenino  | Arusi (ISR) V 5–1         | Gonda (CAN) P 2–3  | No avanzó          | No avanzó           | No avanzó           | No avanzó             | No avanzó         |
| Adriana Carmona     | +67 kg Femenino  | Stevenson (GBR) V 8–8 SUP | Chen Z (CHN) P 5–7 | No avanzó          | Okamoto (JPN) V 5–2 | Dawani (JOR) V 11–8 | Falavigna (BRA) V 7–4 | Medalla de bronce |

### Tenis
Femenino
| Atleta                | Evento     | Ronda de 64             | Ronda de 32                     | Dieciséisavos de final | Cuartos de final   | Semi final         | Medalla de Bronce  | Final     | Final |
| Atleta                | Evento     | Oponente Resultado      | Oponente Resultado              | Oponente Resultado     | Oponente Resultado | Oponente Resultado | Oponente Resultado | Puesto    |       |
| --------------------- | ---------- | ----------------------- | ------------------------------- | ---------------------- | ------------------ | ------------------ | ------------------ | --------- | ----- |
| María Alejandra Vento | Individual | Kremer (LUX) V 6–3, 6–4 | Henin-Hardenne (BEL) P 2–6, 1–6 | No avanzó              | No avanzó          | No avanzó          | No avanzó          | No avanzó |       |

### Tenis de mesa
Femenino
| Atleta                      | Evento              | 1.ª Ronda                    | 2.ª Ronda              | Dieciséisavos de final | Octavos de final   | Cuartos de final   | Semifinales        | Final / MB         | Final / MB |
| Atleta                      | Evento              | Oponente Resultado           | Oponente Resultado     | Oponente Resultado     | Oponente Resultado | Oponente Resultado | Oponente Resultado | Oponente Resultado | Puesto     |
| --------------------------- | ------------------- | ---------------------------- | ---------------------- | ---------------------- | ------------------ | ------------------ | ------------------ | ------------------ | ---------- |
| Fabiola Ramos               | individual Femenino | Negrisoli (ITA) P 1–4        | No avanzó              | No avanzó              | No avanzó          | No avanzó          | No avanzó          | No avanzó          | No avanzó  |
| Luisana Pérez Fabiola Ramos | Dobles Femenino     | Rodríguez / Vega (CHI) V 4–3 | Banh / Gao (USA) P 0–4 | No avanzó              | No avanzó          | No avanzó          | No avanzó          | No avanzó          | No avanzó  |

### Tiro
| Atleta         | Evento                          | Clasificación | Clasificación | Final     | Final     |
| Atleta         | Evento                          | Puntos        | Puesto        | Puntos    | Puesto    |
| -------------- | ------------------------------- | ------------- | ------------- | --------- | --------- |
| Francis Gorrin | Pistola de aire 10 m femenino   | 534           | 37            | No avanzó | No avanzó |
| Francis Gorrin | Pistola deportiva 25 m femenino | 358           | 41            | No avanzó | No avanzó |

### Triatlón
Masculino
| Atleta            | Evento             | Natación (1.5 km) | Ciclismo (40 km) | Carrera a pie (10 km) | Tiempo Total | Lugar |
| ----------------- | ------------------ | ----------------- | ---------------- | --------------------- | ------------ | ----- |
| Gilberto González | Triatlón Masculino | 18:24             | 1:05:29          | 35:19                 | 1:59:12.20   | 36    |

### Vela
Masculino
| Atleta              | Evento  | Carrera | Carrera | Carrera | Carrera | Carrera | Carrera | Carrera | Carrera | Carrera | Carrera | Carrera | Puntos | Posición Final |
| Atleta              | Evento  | 1       | 2       | 3       | 4       | 5       | 6       | 7       | 8       | 9       | 10      | M*      | Puntos | Posición Final |
| ------------------- | ------- | ------- | ------- | ------- | ------- | ------- | ------- | ------- | ------- | ------- | ------- | ------- | ------ | -------------- |
| Carlos Julio Flores | Mistral | 25      | 30      | 26      | 11      | 16      | 25      | 28      | 27      | 27      | 24      | 23      | 232    | 25             |